# Xavier Leroux
Xavier Henry Napoleón Leroux  (Velletri, Italia, 11 de octubre de 1863-París, 2 de febrero de 1919) fue un compositor francés de música clásica y ópera. Estudió en el conservatorio de París, donde fue discípulo de  Jules Massenet y Théodore Dubois. En 1885 ganó el Premio de Roma con la cantata Endymion. En 1896 fue nombrado profesor de armonía del conservatorio de París, donde tuvo por alumnos, entre otros, a Paul Paray, Louis Fourestier y Albert Wolff. Su obra incluye numerosas composiciones para orquesta, obras corales, canciones y obras para piano, pero es conocido principalmente por sus óperas.

## Óperas
- Evangéline, libreto por Louis de Gramont, 1895
- Astarté, libreto por Louis de Gramont, 1901
- La reine Fiammette, 1903
- Vénus et Adonis, libreto por Louis de Gramont, 1905
- William Ratcliff, libreto por Louis de Gramont, 1906
- Le chemineau, 1907
- Théodora, 1907
- Le carillonneur, 1913
- La fille de Figaro, 1914
- Les cadeaux de Noël, 1915
- 1814, 1918
- Nausithoé, 1920
- La plus forte, 1924
- L'ingénu, 1931